# Герцовская, Марина Михайловна
Марина Михайловна Герцовская (урожденная Шнеерсон; 24 мая 1953, Ленинград — 16 декабря 2009, Берлин) — российская художница, куратор художественных проектов в Москве и Берлине.

## Биография
Родилась в 1953 году в Ленинграде. Занималась в Ленинградском Театре юношеского творчества (ТЮТ) с 1965 года. Окончила Ленинградское высшее художественно-промышленное училище им. Мухиной. Помимо активной выставочной деятельности, выступала как куратор художественных проектов в Москве и Берлине. С 2002 года жила и работала в Берлине. Умерла после продолжительной болезни в Берлине ночь на 16 декабря 2009 года.

## Работы находятся в собраниях
- Государственный Русский музей, Санкт-Петербург.
- Государственный музей изобразительных искусств имени А. С. Пушкина, Москва.
- Государственный музей современного искусства, Калининград.
- Новосибирский государственный художественный музей, Новосибирск.

## Персональные выставки
- 2009 — «Herbarium». Gallery Mare Liberum. Гамбург, Германия.
- 2009 — «The Power of Sign». Gallery J&L Fortak, Берлин, Германия.
- 2005 — «Herbarium». Gallery Art Digital, Берлин, Германия.
- 1994 — «Силуэты». Галерея «Велта», Москва.
- 1993 — «Эпоха сновидения». Галерея «Велта», Москва[2].

## Перфомансы и акции
- 1989 — «Женщина-торт». Школа-студия Анатолия Васильева, Москва.
- 1992 — «Инь-Ян». BBC, телевидение Великобритании.
- 1992 — «Шок-шоу». Боди-Арт. Авторское телевидение, Москва.
- 1994 — «Силуэты». Галерея «Велта». НТВ, Москва.
- 1993 — «Эпоха сновидений». Галерея «Велта», Москва.
- 1995 — «Батут». Российское телевидение, Москва.

## Критика
Живопись Марины Герцовской эротична. Иногда это грустный эрос, поскольку чувство бесконечно, а исполнение желаний — лишь краткий миг. Нагота уязвима: женское тело покидает защитный панцирь, как улитка, волоча за собой хрупкую ракушку сброшенных одежд. Вот женщина с букетиком цветов, зажатым в руке, и сама похожая на этот букет. Её тело нежно вибрирует, повторяя очертания загадочных иероглифов. О чем они говорят. <...> Чувственность и цвет часто противоречат друг другу. Только у грубых натур яркие цвета усиливают желание. Давно открыто, что дымчатые полутона воздействуют в тысячу раз сильнее — не случайны дымчатые вуали и полупрозрачные покровы на женском теле с древних времен до наших дней. Картины Герцовской — как бы сквозь эту дымку. Эротика только поначалу кажется доступной и понятной каждому. Но посвященные знают, что чувственный мир причудливее и таинственнее самой изысканной фантазии человека.
К. Кедров. Новая эротика Марины Герцовской (в сокращении) // Марина Герцовская. Нагота. Янтарный сказ, Калининград, 1993.